# Fisvi
La FIS.VI era la finanziaria delle cooperative agricole lucane: è stata una delle protagoniste della convulsa fase di privatizzazione della SME, poi in seguito svolse compiti importanti nell'ambito delle cooperative.

## L'acquisto  della Cirio-Bertolli-De Rica
Nel 1993 l'IRI decise di scindere la SME in tre parti – Italgel, Cirio-Bertolli-De Rica, GS Autogrill – e metterla sul mercato.
La Fisvi era una finanziaria lucana, controllata per il 60% da coop agricole meridionali ossia le cosiddette "cooperative bianche": il suo presidente Carlo Saverio Lamiranda era considerato dalla stampa  vicino alla Democrazia Cristiana campana di Ciriaco De Mita.
Acquistò la Cirio-Bertolli-DeRica (CBD) per il prezzo di 310 miliardi di lire: una cifra inferiore al valore di borsa della CBD e alla stima peritale eseguita dal Consiglio di Borsa di Milano.

## Le cessioni
Lamiranda cedette il solo ramo Bertolli (settore oli) per 253 miliardi di lire all'Unilever, multinazionale olandese e poco dopo si accordò con Sergio Cragnotti per fondare la Sagrit: una scatola vuota che avrebbe poi contenuto la finanziaria CBD. Le vicende relative all'acquisto da parte della finanziaria Fisvi, presieduta dal Lamiranda, e delle successive vendite del ramo oli a Unilever fu oggetto a suo tempo di una indagine della magistratura. 
Inizialmente il 51% della Sagrit era in possesso della Finsvi, il 49% della Cragnotti & Partners Capital Investment NV.
Qualche mese dopo, perfezionata la girata delle azioni di CBD, l'intero pacchetto Sagrit passò nelle mani del finanziere romano che conquistò di conseguenza la Cirio con una discussa operazione in cui Cragnotti conferì il settore latte della Fedital con una valutazione che conferiva ad alcuni cespiti, come i marchi, un valore infinitamente superiore al prezzo di acquisto. Carlo Saverio Lamiranda, dopo otto mesi, si defilò completamente dalla vicenda ex SME.

## Le successive iniziative
La Fisvi rimase una assoluta protagonista di ambiziosi piani di rilancio dell'agricoltura della Basilicata, in collaborazione con il ministero e l'Unione Europea. In tale veste il Lamiranda fu anche ascoltato nel 1998 dalla XIII commissione della Camera. quando già la Fisvi non era più solvente . La Fisvi era tuttavia interessata ancora ad operazioni di ingente valore  insieme all'Unioncoop, insieme al mondo bancario. Tuttavia l'iniziativa non ebbe successo e la Fisvi fu travolta da un fallimento le cui vicende giudiziarie e relativa imputazione di bancarotta, nel luglio 2007 non erano ancora terminate.